# Eberhard Schrader

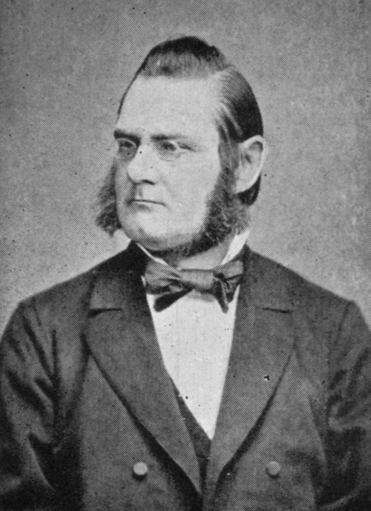
Eberhard Schrader wohl in den 1880er-Jahren

Eberhard Schrader (* 7. Januar 1836 in Braunschweig; † 4. Juli 1908 in Berlin) war ein deutscher Alttestamentler und Orientalist, der die Assyriologie in Deutschland begründete.

## Leben
Schrader studierte an der Universität Göttingen, wo er 1856 Mitglied der Progreß-Burschenschaft Hercynia Göttingen wurde, als Schüler von Heinrich von Ewald. 1858 promovierte er über äthiopische Sprachen. 1863 wurde er Professor für Theologie an der Universität Zürich.
Über Lehrstühle an den Universitäten Gießen (1870) und Jena (1873) gelangte er 1875 als Professor für semitische Sprachen an die Friedrich-Wilhelms-Universität in Berlin. Im gleichen Jahr wurde er als ordentliches Mitglied in die Preußische Akademie der Wissenschaften aufgenommen. Im Dezember 1874 wurde er Mitglied der Königlich Sächsischen Gesellschaft der Wissenschaften. Einer seiner Schüler war Lazarus Goldschmidt.
Eberhard Schrader starb 1908 im Alter von 72 Jahren in Berlin und wurde auf dem Alten St.-Matthäus-Kirchhof in Schöneberg beigesetzt. Im Zuge der von den Nationalsozialisten 1938/1939 durchgeführten Einebnungen auf dem Friedhof wurden Schraders sterbliche Überreste auf den Südwestkirchhof Stahnsdorf bei Berlin umgebettet. Sein dortiges Grabmal ist erhalten geblieben.

## Schriften
- Studien zur Kritik und Erklärung der biblischen Urgeschichte (1863)
- 8. Edition von De Wettes Einleitung in das Alte Testament (1869)
- Die assyrisch-babylonischen Keilinschriften (1872)
- Die Keilinschriften und das Alte Testament (1872; 3. Ausgabe von Zimmern und Winckler, 1901–1902)
- Keilinschriften und Geschichtsforschung (1878) online
- Die Höllenfahrt der Istar (text, trans., notes; Ricker, Gießen, 1874) (online)
- Die Namen der Meere in den assyrischen Inschriften, Berlin 1878 (online)
- Zur Frage nach dem Ursprung der altbabylonischen Kultur (1884)
- Keilinschriftliche Bibliothek (1877), mit anderen Gelehrten.